# 040 T Nord 4.446 à 4.460
Les Eight wheel 4.446 à 4.460 étaient des locomotives-tender de la Compagnie des chemins de fer du Nord. 

## Histoire
La série complète de 15 locomotives est livrée par la Société Franco-Belge en 1901. Elle est ensuite numérotée 4.1981 à 1995 puis 4. 2001 à 2015.
À la formation de la SNCF, en 1938, la série fut réimmatriculée : 2-040 TD 1 à 15.

## Modélisme
Les 2-040 TD ont été reproduites à l'échelle HO par l'artisan Loco Set loisir (kit en métal à monter).